# 欧洲财政协定
欧洲财政协定（European Fiscal Compact），正式名称为《经济货币联盟下的稳定、协调和治理条约》，亦简称为“财政稳定条约”。2012年3月2日签署，除英国和捷克外所有欧盟成员国均已参加，並于2013年1月1日起对在此之前完成批准的16个国家生效。截至2019年4月3日，它已被批准并对所有25个签署国以及2013年7月加入欧盟的克罗地亚和捷克共和国生效。
保持欧元区长期稳定需要有一个共同的财政政策。各成员国政府预算应当平衡或有结余。年度结构性赤字不得超过名义GDP的0.5%。但如果该国政府的债务水平显著低于60%且公共财政长期可持续风险低，则结构性赤字最多可达到1%。该项规定应当在宪法层级或者相当的层级，引入成员国本国法律体系。

## 外部連結
- Treaty on stability, coordination and governance in the economic and monetary union (treaty; signed on 2 March 2012)
- Treaty on stability, coordination and governance in the economic and monetary union (final draft; 31 January 2012)
- International Agreement on a Reinforced Economic Union (first draft of treaty, 16 December 2011)
- Euro Area Statement （页面存档备份，存于） (treaty outline, 9 December 2011)